# Malcolm Atterbury
Malcolm Atterbury (* 20. Februar 1907 in Philadelphia, Pennsylvania; † 16. August 1992 in Beverly Hills, Kalifornien) war ein US-amerikanischer Schauspieler.

## Leben und Karriere
Malcolm Atterbury war der Stiefsohn von General William Wallace Atterbury, dem Eisenbahnpräsidenten von Pennsylvania, den seine Mutter nach dem frühen Tod seines Vaters geheiratet hatte. In wohlhabende Verhältnisse geboren, strebte er nach einer Showkarriere, die er ab Ende der 1920er-Jahre beim Radio und als Teil eines Gesangsquartetts begann. Zeitweise fungierte er als Programmdirektor eines Radiosenders. Mitte der 1930er Jahre reiste er als Begleiter des Boxers Tommy Loughran durch Europa. Schließlich entschied Atterbury sich für eine Schauspielkarriere und nahm Unterricht bei der bekannten Theaterdarstellerin Hilda Spong (1875–1955). Dank seines Vermögens konnte Atterbury für sich und die anderen Schauspielschülern von Spong ein eigenes Sommertheater finanzieren, bei dem er auch als Direktor fungierte. Später war Atterbury Besitzer von zwei Theatern in New York. Zwischen 1963 und 1964 spielte er am Broadway die Rolle des Scanlon in der Uraufführung des Theaterstücks Einer flog über das Kuckucksnest.
Ab 1954 trat Atterbury regelmäßig als Nebendarsteller in Film und Fernsehen auf, bis 1979 erfolgten hier insgesamt fast 160 Auftritte. Er spielte auch in zwei Filmklassikern von Alfred Hitchcock: In Der unsichtbare Dritte (1959) spielte er einen Mann, der zwischen ländlichen Kornfeldern auf seinen Bus wartet und dabei Cary Grant trifft; in Die Vögel (1963) verkörperte er den Sheriff der Kleinstadt, die von den Vögeln angegriffen wird. Ansonsten trat  Atterbury besonders häufig in Westernfilmen auf. Im Fernsehen spielte er Gastrollen in zahlreichen Serienklassikern wie Bonanza, Twilight Zone und Die Leute von der Shiloh Ranch. Seinen letzten Auftritt hatte er 1979 in einer Folge von Unsere kleine Farm.
Er war von 1937 bis zu seinem Tod im Jahre 1992 mit der Schauspielkollegin Ellen Atterbury (1915–1994) verheiratet, sie hatten drei Kinder.

## Filmografie (Auswahl)
- 1954: Großrazzia (Dragnet)
- 1955: Mit stahlharter Faust (Man Without a Star)
- 1955–1971: Rauchende Colts (Gunsmoke, Fernsehserie, 8 Folgen)
- 1956: Der weiße Reiter (The Lone Ranger)
- 1956: Stahlharte Männer (The Steel Jungle)
- 1956: Alfred Hitchcock präsentiert (Alfred Hitchcock Presents, Fernsehserie, Folge 1x27)
- 1956: Der schwarze Mustang (Stranger at My Door)
- 1956: Stunden des Terrors (A Day of Fury)
- 1956: Entfesselte Jugend (Crime in the Streets)
- 1956: Vom Teufel verführt (The Rawhide Years)
- 1956: Die Todesschlucht von Laramie (Dakota Incident)
- 1956: Cheyenne (Fernsehserie, Folge 2x02)
- 1956: Einst kommt die Stunde (Toward the Unknown)
- 1956: Das war Mord, Mr. Doyle (Crime of Passion)
- 1957: Tödlicher Skandal (Slander)
- 1957: Die Spur des Gangsters (Hot Summer Night)
- 1957: Corky und der Zirkus (Circus Boy, Fernsehserie, Folge 1x21)
- 1957: Der Rächer wartet schon (Fury at Showdown)
- 1957: Der Tod hat schwarze Krallen (I Was a Teenage Werewolf)
- 1957: Der Sadist (Valerie)
- 1957: Blood of Dracula
- 1957: Flintenweiber (The Dalton Girls)
- 1957–1958: Lassie (Fernsehserie, 2 Folgen)
- 1957–1964: Perry Mason (Fernsehserie, 5 Folgen)
- 1958: Blindgänger der Kompanie (No Time for Sergeants)
- 1958: Schieß zurück, Cowboy (From Hell to Texas)
- 1958: Der Satan mit den tausend Masken (How to Make a Monster)
- 1958: Der Teufel holt sie alle (Badman’s Country)
- 1958–1959: Have Gun – Will Travel (Fernsehserie, 2 Folgen)
- 1959: Rio Bravo (Szenen geschnitten)
- 1959: 77 Sunset Strip (Fernsehserie, Folge 1x28)
- 1959: Der unsichtbare Dritte (North by Northwest)
- 1959: Die Unverstandenen (Blue Denim)
- 1959, 1963: Twilight Zone (The Twilight Zone, Fernsehserie, 2 Folgen)
- 1959–1965: Tausend Meilen Staub (Rawhide, Fernsehserie, 3 Folgen)
- 1959, 1966: Bonanza (Fernsehserie, 2 Folgen)
- 1960: Sugarfoot (Fernsehserie, Folge 3x09)
- 1960: Peter Gunn (Fernsehserie, Folge 2x16)
- 1960: Die Unerbittlichen (Hell Bent for Leather)
- 1960: Der Texaner (The Texan, Fernsehserie, Folge 2x21)
- 1960: Dezernat M (M Squad, Fernsehserie, Folge 3x25)
- 1960: Wilder Strom (Wild River)
- 1960: Von der Terrasse (From the Terrace)
- 1960: Die Unbestechlichen (The Untouchables, Fernsehserie, Folge 2x03)
- 1961: Meine drei Söhne (My Three Sons, Fernsehserie, Folge 1x28)
- 1961: Sommer und Rauch (Summer and Smoke)
- 1961: Preston & Preston (The Defenders, Fernsehserie, Folge 1x03)
- 1962: Sturm über Washington (Advise & Consent)
- 1962: The Andy Griffith Show (Fernsehserie, Folge 3x05)
- 1963: Die Vögel (The Birds)
- 1963: Die Leute von der Shiloh Ranch (The Virginian, Fernsehserie, Folge 1x27)
- 1963: Revolverhelden von Wyoming (Cattle King)
- 1964: Sieben Tage im Mai (Seven Days in May)
- 1964–1966: Auf der Flucht (The Fugitive, Fernsehserie, 3 Folgen)
- 1965: Kentucky Jones (Fernsehserie, Folge 1x17)
- 1965–1966: FBI (The F.B.I., Fernsehserie, 2 Folgen)
- 1966: Ein Mann wird gejagt (The Chase)
- 1966: Hawaii
- 1966: Daniel Boone (Fernsehserie, Folge 3x11)
- 1967: Invasion von der Wega (The Invaders, Fernsehserie, Folge 2x06)
- 1968: Der Strafverteidiger (Judd, for the Defense, Fernsehserie, Folge 1x25)
- 1968: Die Spur des Jim Sonnett (The Guns of Will Sonnett, Fernsehserie, Folge 2x08)
- 1969: Mein Freund Ben (Gentle Ben, Fernsehserie, Folge 2x20)
- 1969: Haß (The Learning Tree)
- 1971: The Bold Ones: The Senator (Fernsehserie, Folge 1x07)
- 1973: Ein Zug für zwei Halunken (Emperor of the North Pole)
- 1973: Thicker Than Water (Fernsehserie, 5 Folgen)
- 1973: Männerwirtschaft (The Odd Couple, Fernsehserie, Folge 4x13)
- 1974: California Cops – Neu im Einsatz (The Rookies, Fernsehserie, Folge 2x15)
- 1974: Die härteste Meile (The Longest Yard)
- 1974: Flammendes Inferno (The Towering Inferno)
- 1974–1975: Apple’s Way (Fernsehserie, 28 Folgen)
- 1978: Quincy (Quincy, M.E., Fernsehserie, Folge 4x08)
- 1979: Unsere kleine Farm (Little House on the Prairie, Fernsehserie, Folge 6x13)